# Népismereti Dolgozatok
Népismereti Dolgozatok – Kós Károly és Faragó József által kezdeményezett és szerkesztett, a Kriterion Könyvkiadó gondozásában megjelent tanulmánygyűjtemény-sorozat. Kötetei 1976-ban, 1978-ban, 1980-ban, 1981-ben, 1983-ban és 1994-ben jelentek meg.

## Céljai, története
Beindítása annak a feltételezésnek tulajdonítható, hogy a hagyományok megörökítése, szakszerű lejegyzése nemzeti, nemzetiségi közügy, a kis számú szakember elemző, értelmező munkájának előfeltétele; továbbá pedig, hogy az 1970-es években a "népi hagyományok iránti fogékonyság elérte immár a közérdeklődés fokát." Ezért a Népismereti Dolgozatok egyszerre kívánt közzétenni kutatási feladatokat megvalósító szakközleményeket és olvasói igényeket kielégítő, a nemzetiségi önismeretet építő publikációkat. E kettős célt az 1976-os kötet előszavában Kós Károly fogalmazta meg: "Kötetünket a népélet és néphagyomány iránt érdeklődők széles körének, valamint a néprajz és rokon kutatási területek önkéntes és hivatásos művelőinek ajánljuk szíves figyelmébe és jóindulatába!"
A Népismereti Dolgozatok szerkesztőinek szándéka a néprajzi tények, adatok feltárása volt egy "valamikori néprajzi szintézis" számára. E szintézis körvonalait a Népismereti Dolgozatok többi közleménye is vázolta. 1980-ban Kós Károly Eredmények és feladatok a romániai magyar néprajzkutatásban, Faragó József pedig A mai romániai magyar folklórgyűjtés vázlata címmel közölt tanulmányt. Kós Károly szerint "további feltárások teszik majd lehetővé a [...] keresővonalak kiegészítését és összefüggő képpé, néprajzi szintézissé tökéletesítését" (1976).
A Népismereti Dolgozatok minden eddigi kötetét e szintézis távlata határolta be és aktivizálta. A szerkesztők e munka elvégzéséhez adatokat gyűjtöttek és "szakembereket" képeztek. A Népismereti Dolgozatok, a szerkesztők és szerzők személyes szakmai kontaktusa, valamint a kötetek olvasottsága révén, több mint másfél évtizeden keresztül szervezője, ösztönzője és ihletője volt a romániai magyar néprajzi gyűjtőmunkának.

## Kutatási szemlélet és módszerek
A szerkesztők kutatásszemléleti eszménye az interdiszciplinaritás volt. Sorozatban jelentek meg olyan tanulmányok, amelyek a néprajztudomány határait a rokon diszciplínák kutatási területe felé tágították. Imreh István néprajz és történelem, Szabó T. E. Attila néprajz és természettudományok, Molnár Jenő néprajz és földrajz, Ferenczi István néprajz és településrégészet, Molnár Kálmán a Hargita népi erdőgazdálkodásról, Nagy Jenő néprajz és nyelvtudomány viszonyáról értekezett a Népismereti Dolgozatok hasábjain. Egyed Ákos egy tájegység, vidék múltjának rekonstruálását szorgalmazta, az agrártörténet, szociológia, művelődéstörténet, történeti néprajz és folklorisztika összefogása révén. Kós Károly a néprajznak "az etnográfiai tényanyag rögzítésében, leírásában" játszott szerepét hangsúlyozta.
Az évek során a Népismereti Dolgozatok szerkesztői különböző kutatásmetodológiai kérdéseket tűztek napirendre. Így esett szó a tárgygyűjtés módszeréről (Molnár István), a múzeumi tárgykollekciók szerkezetéről (Gazda Klára), a romániai magyar népi viselet tipológiájának elméleti kérdéseiről (Nagy Jenő), az önkéntes gyűjtők adatfeltárásba való bevonásának lehetőségéről (Szabó Zsolt, Horváth Stefánia). Néhány tanulmány erdélyi vonatkozású kutatástörténeti adatokat közölt: Vámszer Géza a csíki "néprajzi vonatkozású mozgalmakról", Dánielisz Endre Szendrey Zsigmond nagyszalontai éveiről.
A Népismereti Dolgozatok 1980-as kötetétől állandóvá vált a néprajzi bibliográfiák közlése. 1980-ban Zágoni Jenő a sepsiszentgyörgyi Megyei Tükör, 1981-ben Cseke Péter a Falvak Dolgozó Népe néprajzi bibliográfiáját, 1983-ban Faragó József a magyar-román néprajzi bibliográfiát, 1994-ben Könczei Csilla Könczei Ádám néprajzi munkásságának bibliográfiáját közölte.
A Népismereti Dolgozatok követendő módszerként a leírást ajánlotta. Ezért a közleményekben a szerzők csupán elszórtan alkalmaztak olyan módszereket, mint a szemiotika, strukturalizmus, kommunikáció-elmélet. A szerkesztők igyekeztek szakirodalmi hivatkozásokkal, utalásokkal, szempontokkal ellátni a közleményeket, a szakszerűség, de ugyanakkor az irodalomban való eligazítás szándékával.

## Összegzés
A Népismereti Dolgozatok hat kötete 73 szerző mintegy 120 írását közölte. Néhány kutatási téma újra és újra visszatért a Népismereti Dolgozatok köteteiben, másokat pedig egyszer érintettek a szerzők. A hat kötet tanulmányainak tartalmi horizontja a következőképpen összegezhető.

### Népköltészet
A népköltészet különböző területei, műfajai szórványosan tűnnek fel: a ballada (Ráduly János), a bölcsődal (Faragó József), a mese (Ráduly János), a monda (Dánielisz Endre, Ráduly János), a hősepika (Demény István Pál), a hiedelem (Demény István Pál, Daczó Lukács Árpád, Seres András), a tánc (Dánielisz Endre, Szász Judit).

### Jelesnapok
A jelesnapok és az emberélet fordulóinak szokásai: átmeneti rítusok (Antal Imre, Balázs Lajos, Burus János, Nagy Ödön, Zakariás Erzsébet), kalendáris szokások (Barabás László, Boldizsár Zeyk Imre, Faragó József, Lakatos-Bakó Melinda, Páll-Gecse Éva).

### Munkafolyamatok
Gyakrabban készülnek leírások munkafolyamatokról, mesterségekről: szerepel a gyűjtögetés (Tarisznyás Márton), halászat (Számadó Ernő, Zsigmond József, Wilhelm Sándor), állattartás (István Lajos), vadriasztás, -fogás (Székely Ferenc, Zsigmond József), földművelés (Vita Zsigmond), erdőgazdálkodás (Molnár Kálmán), etnobotanika (Csergő Bálint, Lőrinczi Etelka, Miklóssy V. Vilmos, Péntek János, Rab János, Szabó Attila, Tankó Péter és Tankó Magdolna), mustárkészítés (Vita Zsigmond), kerámiakészítés (Mózes Teréz, Seres András, Végh Olivér, Vita Zsigmond, Wilhelm Sándor), szitakötés (Bura László), szalmakötés (Molnár István), szénégetés (Kós Károly), mészégetés (Kardalus János), kötélverés (Bura László), bányászat (Bányai János), mézeskalács-készítés (Bura László), zsúpfedés (Balázsi Dénes), disznóölés (Zsigmond József), táplálkozás (István Lajos, Radován István, Szabó Bálint, Vita Zsigmond), bútor-, tárgykészítés (Kardalus János, Seres András), díszítőművészet (Gazdáné Olosz Ella, Haáz Sándor, Szentimrei Judit), fejfák (Major Miklós), gyógyászat (Keszeg Vilmos, Miklóssy V. Vilmos, Molnár Kálmán), vásárok (Bíró Donát, Duka János, István Lajos, Tar Erzsébet, Vasas Samu), területmérés, mérőeszközök (Csergő Bálint, Kovách Géza), időjóslás (Gub Jenő).

### Társadalom-néprajz
Elszórtan bukkannak fel társadalom-néprajzi témák: társadalomszerveződés (Duka János, Garda Dezső, Imreh Barna, Imreh István), szolgatartás (Molnár István, Ráduly János), rokoni kapcsolatok (Kósa-Szánthó Vilma), jogszokások (Imreh István), a munkába való belenevelődés (Gazda Klára), nem verbális kommunikáció (Keszeg Vilmos).

## Népismereti Dolgozatok megszűnése
A sorozat az 1980-as évek közepén a népi-nemzeti sajátságokat a "nemzeti homogenizáció", azaz a mind agresszívebb diktatúra nagyromán nacionalizmusát érvényre juttató cenzúrapolitika tiltása következtében szakadt félbe. Utolsó, már 1984-ben összeállott kötetét tíz évvel később jelentethette csak meg a Kriterion Könyvkiadó. Ekkorra azonban kutatásmozgósító szerepét átvették az 1989-es változás után létrejött civil szervezetek, közöttük elsősorban a Kriza János Néprajzi Társaság.